# Калужский завод транспортного машиностроения
Открытое акционерное общество «Калу́жский заво́д тра́нспортного машинострое́ния» (ОАО «Калугатрансмаш») — предприятие железнодорожного машиностроения России, расположенное в городе Калуга. Выпускает продукцию для нужд железнодорожного транспорта и метрополитенов.

## История завода
Завод основан в 1896 году купцом А. З. Грибченковым как Металлический завод для производства мостовых ферм. Кроме того, завод выпускал костыли, болты, мелкий железнодорожный инвентарь. Во время Первой мировой войны завод выпускал продукцию для обеспечения действующей армии: ручные гранаты и миномёты. В 1919 завод стал называться Завод № 1, выпуская в это время сельхозинвентарь. С 1930 завод называется Чугунолитейным, выпускает весы и гири.
Во время Великой Отечественной войны завод эвакуируется в Ташкент. Сразу после освобождения Калуги на заводе организовывается выпуск продукции для нужд обороны страны: колючую проволоку, надолбы, ежи, а также производит ремонт автотранспорта и даже авиационной техники. Тогда же, в 1942 получает название Литейно-механический завод. Название Калужский завод транспортного машиностроения носит с 1957 года.

### В Российской Федерации
5 апреля 2021 года Арбитражный суд Калужской области признал предприятие банкротом. Без работы могут остаться 300 сотрудников предприятия.
Летом 2021 года идёт распродажа имущества предприятия, зданий, сооружений, земельных участков.

## Продукция завода
В настоящее время завод выпускает путевой инструмент (ручной и механизированный) для содержания верхнего строения пути железных дорог, метрополитенов, трамвайных линий, а также малогабаритные электростанции для питания механизированного путевого инструмента и освещения места работ.